# Famille de Cadoudal
Pour les articles homonymes, voir Cadoudal.
La famille de Cadoudal, anciennement Cadoudal, est une famille française dont deux frères ont été anoblis en 1815. Leur descendance appartient à la noblesse française subsistante.

## Histoire
La famille Cadoudal est originaire de la paroisse de Brech à quelques kilomètres d'Auray dans le diocèse de Vannes où elle possédait au XVIIIe siècle le domaine de Kerléano.
À cette famille appartient le chef breton Georges Cadoudal, deux de ses frères seront anoblis en 1815 par le roi Louis XVIII.

## Filiation
- Louis Cadoudal, « riche cultivateur »[1], il épouse Marie-Jeanne Le Bayon, il meurt à Kerléano en 1811 D'où : 
  - Georges Cadoudal (né à Kerléano le 1er janvier 1771 - Paris le 25 juin 1804), « vaillant chef de chouans »[1], nommé « en récompense de son infatigable dévouement à la cause royale »[1] en 1800 lieutenant général[1],[3] par le  comte de Provence alors en exil et futur roi sous le nom de Louis XVIII en 1814, maréchal de France à titre posthume, commandant de l'armée catholique et royale de Bretagne.
  - Julien Cadoudal (1775-1801), sans postérité.
  - Joseph Cadoudal (1784-1852), chef de division à l'armée royale de Bretagne, colonel de la légion du Morbihan, maréchal de camp en 1825, gentilhomme honoraire de la chambre du roi, chevalier de Saint-Louis, commandeur de la Légion d'honneur. Il est anobli par lettres patentes du roi Louis XVIII le 16 décembre 1815, ainsi que son frère Louis, et maintenu dans sa noblesse (lettres patentes du 16 décembre 1815). Il avait épousé à Clermont-Ferrand en 1822 Virginie du Lac, il meurt à Kerléano en 1852. D'où :
    - Louis-Georges de Cadoudal (1823-1885), conseiller général du Morbihan en 1871, littérateur. Il avait épousé en 1847 mademoiselle de Keraradec, il meurt à Kerléano en 1885. D'où plusieurs fils, dont :
      - Georges de Cadoudal (né à Hennebont en 1848), zouave pontifical, nommé en 1901 lieutenant-colonel d'infanterie. Il avait épousé en 1876 mademoiselle de Gouberville.
      - Henri Marie Alfred de Cadoudal (1859-1925), général de division.

  - Louis Cadoudal (né à Kerléano en 1790), colonel de gendarmerie, anobli le 16 décembre 1815 en même temps que son frère Joseph. Il avait été marié à mademoiselle Renaud. D'où descendance.

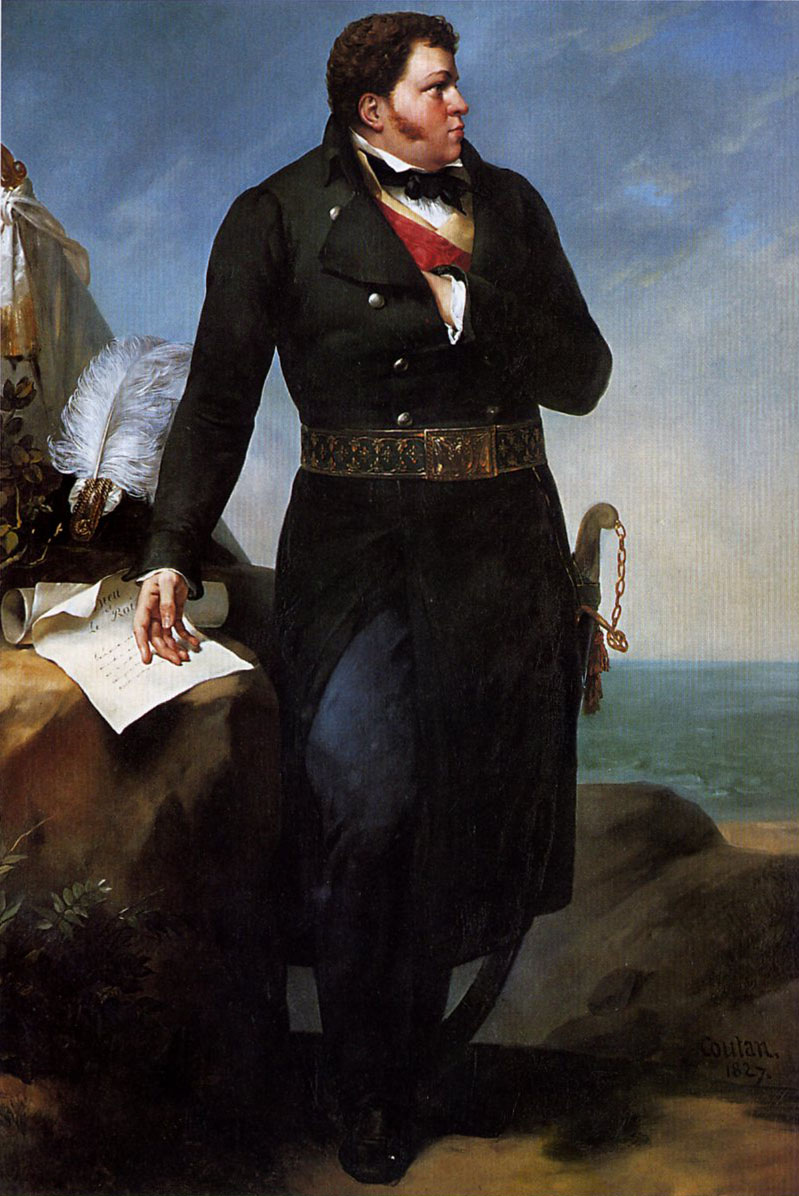
Georges Cadoudal (1771-1804)
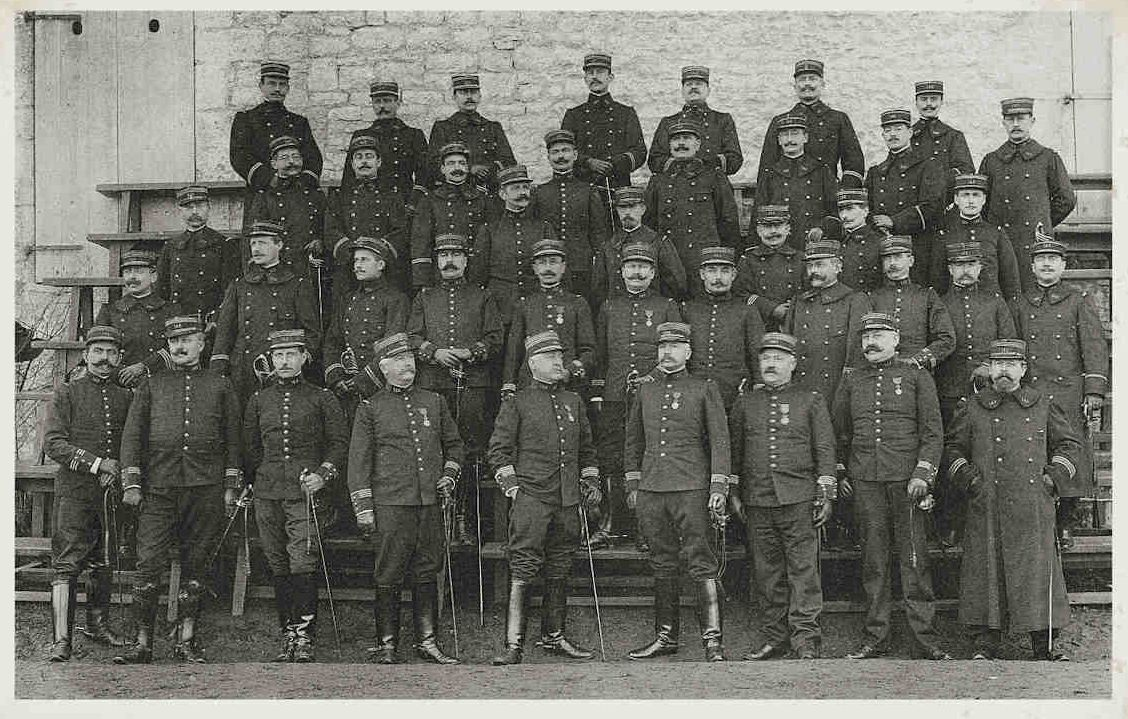
Henri Marie Alfred de Cadoudal, alors colonel, au 1er rang au centre

## Alliances
Les principales alliances de la famille de Cadoudal sont : Le Bayon, du Lac (1822), Bouczo de Keraradec (1847), Binet de Jasson (1859), Picot de Gouberville (1876), du Laurens (1882).

## Armes
- de Cadoudal : D'azur au dextrochère armé d'or, mouvant du flanc dextre, la main au naturel, tenant une épée d'argent montée d'or et chargé d'un bouclier antique d'hermine, à la fleur de lys de gueules en abîme.[1]

## Postérité
- Monument de Cadoudal, mausolée érigé en mémoire de Georges Cadoudal et situé dans la commune d'Auray dans le département du Morbihan

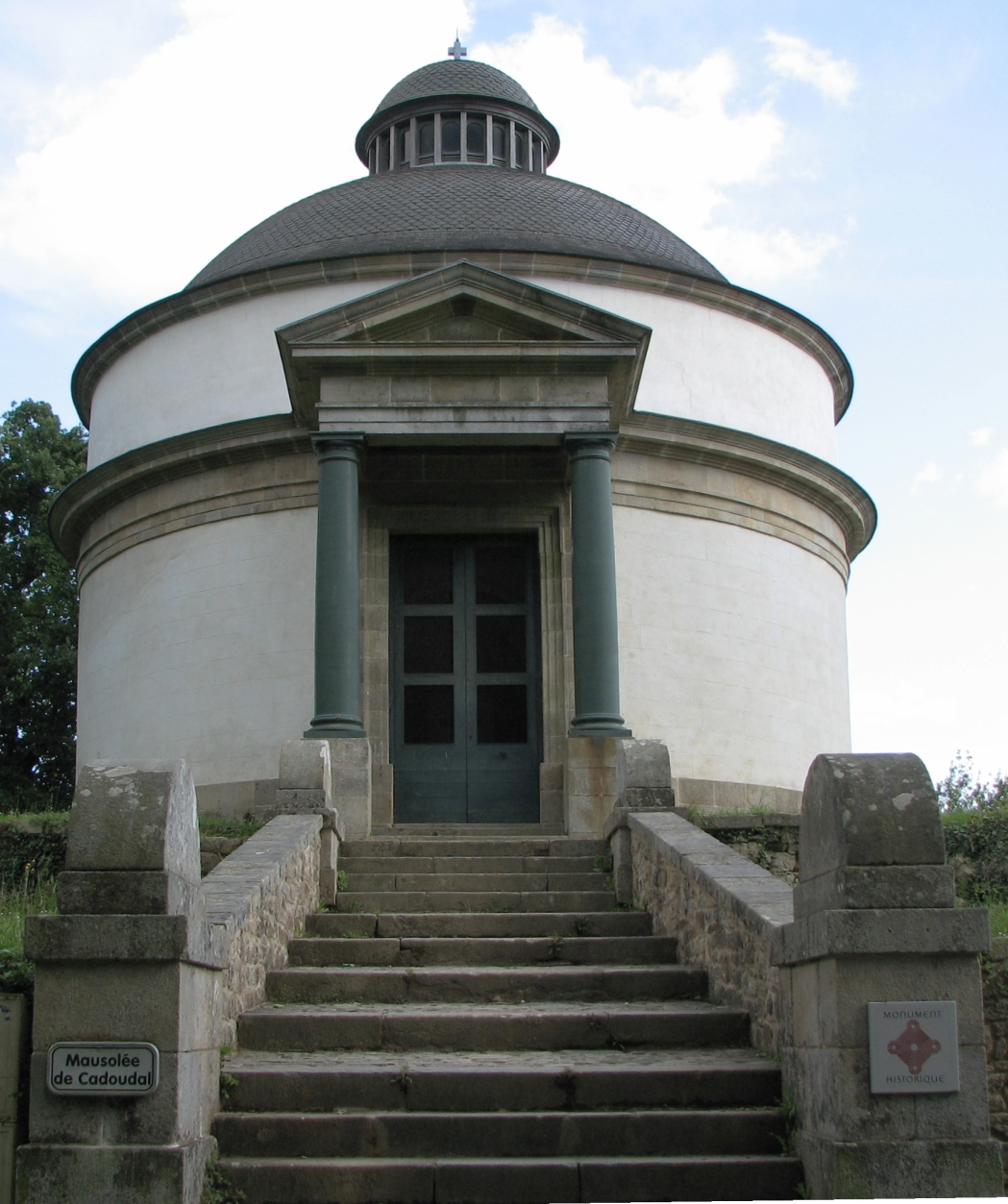
Mausolée de Cadoudal

- Côte de Cadoudal (Plumelec, Morbihan)